# Жерар Корбио
Жерар Корбио (на френски: Gérard Corbiau) е белгийски режисьор.

## Биография и творчество
Жерар Корбио е роден на 19 септември 1941 година в Брюксел.
От 1968 година работи в телевизията, където режисира множество документални филми и телевизионни филми с оперни постановки. Дебютира в киното с „Le Maître de Musique“ (1988), а с „Фаринели“ („Farinelli“, 1994) е номиниран за „Оскар“ и получава „Златен глобус“ за чуждоезичен филм.